# نهر العريض (نصار)
نهر العريض (بالفارسية: نهرعریض) هي قرية تقع في إيران في قسم نصار الريفي. يقدر عدد سكانها بـ 210 نسمة .